# Anorganska kemija
Anorganska kemija je prirodoslovna znanost in veja kemije, ki preučuje zgradbo in fizikalno-kemijske lastnosti anorganskih spojin. Zgodovinsko med anorganske snovi uvrščamo snovi, ki so nastale v procesih, ki ne vključujejo življenja, v nasprotju z organskimi spojinami, ki jih obravnava organska kemija. Mednarodna organizacija IUPAC, ki od leta 1918 skrbi za sistematiko, definicije in poimenovanja snovi, ni definirala stroge ločnice med organsko in anorgansko kemijo, saj je bilo odkritih mnogo anorganskih snovi (mineralov), ki so nastali v bioloških procesih, poleg tega pa zelo veliko novo odkritih snovi nenaravnega izvora (pripravljenih v laboratoriju) vsebuje ione ali atome kovin, na katere so vezane manjše ali večje organske molekule.

## Ključni pojmi
Večina anorganskih spojin so soli, se pravi kombinacije anionov in kationov, ki so med seboj povezani z ionskimi vezmi. Kationi so, na primer, Na+, Ca2+ in Al3+, anioni pa oksid O2- in bromid Br-. Soli so električno nevtralne, se pravi da vsebujejo enako število pozitivnih in negativnih nabojev. Kemijska formula kalijevega klorida je zato KCl, natrijevega oksida Na2O in aluminijevega fluorida AlF3. Ioni so opisani s svojim oksidacijskim stanjem, ki ga lahko predvidimo iz ionizacijskih potencialov (za katione) in elektronske afinitete (za anione) njihovih starševskih elementov.
Pomembni razredi anorganskih spojin so oksidi, karbonati, sulfati in halogenidi. Mnogo anorganskih spojin ima visoka tališča. Anorganske soli v trdnem stanju so slabi električni prevodniki. Njihova pomembna lastnost je topnost, na primer v vodi, in kristalizacija. Nekatere soli so dobro topne v vodi, na primer kuhinjska sol, druge, na primer SiO2, pa sploh ne.
Najbolj enostavna anorganska reakcija je dvojna substitucija, do katere pride z mešanjem dveh soli. V reakciji pride samo do premeščanja ionov brez spremembe oksidacijskih stanj. V redoks reakcijah pride do spremembe oksidacijskih stanj. Enemu od reaktantov, oksidantu, se oksidacijsko stanje zmanjša, drugemu reaktantu, reducentu, pa se oksidacijsko stanje poveča. Število oddanih in prejetih elektronov je enako, ker je reakcija navzven nevtralna. Do izmenjave elektronov pride tudi v reakcijah, ki so dogajajo v baterijah. To področje reakcij obravnava elektrokemija.
Anorganska kemija preučuje tudi lastnosti in reaktivnost kislin in baz. Zgodovinsko obstaja več definicij kislin in baz. Arrheniusova definicija (po švedskem kemiku Svanteju Arrheniusu; 1859–1927) kisline definira kor snovi, ki povečajo koncentracijo oksonijevih ionov (H3O+) v vodi, baze pa snovi, ki povečajo koncentracijo hidroksilnih ionov (OH-) v vodi. Johannes Nicolaus Brønsted in Thomas Martin Lowry sta leta 1923 hkrati ugotovila, da kislinsko-bazne reakcije vključujejo prenos protona (H+) in kisline ter baze definirala kot snovi, ki oddajo oz. sprejmejo proton ter definicijo tako razširila na nevodne raztopine. Gilbert N. Lewis je prav tako leta 1923 postavil svojo definicijo kislin in baz. Lewisove kisline so zvrsti, ki sprejmejo elektronski par, Lewisove baze pa zvrsti, ki donirajo elektronski par.
V prvi reakciji fluoridni ion donira elektronski par borovemu trifluoridu, tvori se tetrafluoridoboratni ion (BF4-). Fluoridni ion je torej Lewisova baza, BF3 pa Lewisova kislina (Brønsted-Lowryjeva teorija je tu neuporabna, saj ni prenosa protona). V drugi reakciji je amonijak baza po obeh definicijah, saj spreme proton (Brønsted-Lowry) oz. odda elektronski par protonu (Lewis).
Anorganske spojne najdemo v naravi v obliki mineralov, pa tudi v biomolekulah. Natrijev in kalijev klorid sta pomembna elektrolita, adenozin-5'-trifosfat (ATP) je multifunkcionalni nulkeotid in koencim in pomemben posrednik pri medmolekularnem prenosu energije , polifosfati pa skupaj s sladkorji tvorijo hrbtenico  DNA.
Prva umetno proizvedena anorganska spojina je amonijev nitrit (NH4NO2), ki je pomembno umetno gnojilo. Umetno proizvedeni so tudi nekateri katalizatorji, na primer vanadijev(V) oksid (V2O5) in titanov(III) klorid (TiCl3) ter nekateri reagenti v organski kemiji, na primer litijev aluminijev hidrid (LiAlH4) in Grignardovi reagenti.
Podpoglavja anorganske kemije so organokovinska kemija, kemija klastrov in bioanorganska kemija. Na teh področjih potekajo zelo obširne raziskave, predvsem na področju katalizatorjev, superprevodnikov in zdravil.

### Industrijska anorganska kemija
Anorganska kemija je tudi zelo praktična znanost in stanja državnih ekonomij so se dolgo časa vrednotila po proizvodnji žveplove kisline. Leta 2005 se je v svetu največ proizvedlo naslednjih dvajset spojin: aluminijev sulfat, amonijak, amonijev nitrat, amonijev sulfat, dušik, dušikova kislina, fosforna kislina,  kisik, klor, klorovodikova kislina, natrijev hidroksid, natrijev karbonat (soda), natrijev klorat, natrijev silikat, natrijev sulfat, saje (ogljik), titanov dioksid, vodik, vodikov peroksid in žveplova kislina. Spojine so naštete po abecedi in ne po obsegu njihove proizvodnje.
Zelo pomembno področje industrijske anorganske kemije je proizvodnja umetnih gnojil.

## Opisna anorganska kemija
Opisna anorganska kemija se ukvarja predvsem z razvrščanjem spojin po njihovih lastnostih. Razvrščanje sloni delno na položaju elementa z največjo atomsko maso v spojini v periodnem sistemu elementov, delno pa z grupiranjem spojin po njihovih strukturnih podobnostih. Razredi anorganskih spojin se pogosto prekrivajo: organokovinske spojine imajo tudi značilnosti kompleksnih spojin in celo nekaj lastnosti trdnega stanja.
Anorganske spojine se najpogosteje razvrščajo v naslednje razrede:

### Kompleksne spojine
Klasične kompleksne spojine so spojine, v katerih je centralni atom povezan s svojimi ligandi preko prostih (neveznih) elektronskih parov glavnega atoma liganda. Najpogostejši ligandi so H2O, NH3,  Cl- in CN-. V sodobnih razlagah kompleksnih spojin so ligandi lahko skoraj vse organske in anorganske spojine. Centralni atomi v klasičnem smislu so lahko vse kovine od 3. do 13. skupine periodnega sistema elementov ter lananoidi in aktinoidi. Če gledamo na kompleksne spojine še malo širše, lahko vse spojine prikažemo kot koordinacijske komplekse.
Prostorska zgradba kompleksnih spojin je zelo bogata. Spojina [Co((OH)2Co(NH3)4)3]6+ na primer,  ima celo dva stereoizomera, kar pomeni, da kiralnost ni omejena samo na organske spojine. 
S ključnimi  problemi kompleksnih spojin se ukvarja supramolekularna koordinacijska kemija.
- Primeri: [Co(EDTA)]−, [Co(NH3)6]3+, TiCl4(THF)2.

### Spojine elementov glavnih skupin periodnega sistema
V ta razred spojin spadajo spojine elementov iz 1., 2. in 13.-18. skupine periodnega sistema elementov, razen vodika. Zaradi podobne reaktivnosti se mednje običajno prištevajo tudi elementi  iz 3. skupine (skandij, itrij in lantan) in 12. skupine (cink, kadmij in živo srebro).
Spojine in nekateri elementi iz glavnih skupin so znani od samih začetkov kemije. Mednje spadajo žveplo, fosfor in kisik, ki je bil ključ do Lavoisierjevega odkritja zakona o enostavnih razmerjih. Pomembnost anorganske kemije in anorganskih sintez sta dokazala Carl Bosch in Fritz Haber, ki sta v zgodnjih 1900. letih odkrila katalitsko sintezo amonijaka z železom kot katalizatorjem.
Značilne spojine glavnih skupin elementov so SiO2, SnCl4  in N2O. Mnoge spojine bi lahko uvrstili tudi v druge razrede: B(CH3)3 med organokovinske spojine in fosfate v DNA med bioanorganske spojine, po drugi strani pa bi lahko nekatere organske spojine brez vodikovih ligandov šteli za anorganske spojine. Takšne spojine so, na primer, fulereni, ogljikove nanocevke in binarni ogljikovi oksidi.
- Primeri: tetražveplov tetranitrid S4N4, diboran B2H6, silikoni, fuleren C60.

### Spojine prehodnih kovin
Prehodne kovine so elementi 4.-11. skupine elementov periodnega sistema. Mednje formalno spadajo  tudi kovine iz 3. in 12. skupine, ki se zaradi nekaterih svojih lastnosti običajno prištevajo k elementom glavnih skupin.
Prehodne kovine so dobro  zastopane v kemiji kompleksnih spojin. Molekule kompleksov imajo zelo  različne oblike: spojine titana, na primer TiCl4,  imajo obliko tetraedra, nekateri nikljevi kompleksi so planarni, kompleksi kobalta pa oktaedrični. Veliko prehodnih kovin najdemo v organskih spojinah, na primer železo v hemoglobinu.
- Primeri: železov pentakarbonil Fe(CO)5, titanov tetraklorid TiCl4 in cisplatin Pt(NH3)2Cl2.

### Organokovinske spojine
Organokovinske spojine so spojine s splošno formulo M-C-H.  Kovina (M) je lahko iz glavne skupine elementov ali prehodna kovina. V praksi je definicija organokovinske spojine bolj ohlapna, zato se mednje prištevajo tudi zelo lipofilni kompleksi, na primer kovinski karbonili in celo kovinski alkoksidi.
Organokovinske spojine spadajo v poseben razred spojin, ker so organski ligandi pogosto občutljivi na hidrolizo ali oksidacijo in so zato za njihovo pripravo potrebne posebne metode (glej pripravo Grignardovega reagenta). Sintetična metodologija, predvsem zmožnost manipuliranja s kompleksi v topilih z majhno sposobnostjo koordiniranja, omogoča raziskovanje tudi zelo šibko koordiniranih ligandov, kot so ogljikovodiki, vodik in dušik.
- Primeri: Ciklopentadienilželezov dikarbonil dimer (C5H5)Fe(CO)2CH3, ferocen Fe(C5H5)2, molibden heksakarbonil Mo(CO)6, diboran B2H6, tetrakis(trifenilfosfin)paladij(0) Pd[P(C6H5)3]4.

### Klastri
Klastri so skupki med seboj povezanih atomov, ki jih najdemo v vseh razredih kemijskih spojin. Po trenutno udomačeni definiciji so sestavljeni iz najmanj treh v trikotnik povezanih atomov. Izjema so zelo pomembni dvoatomni kompleksi kovina-kovina. Klastri se pojavljajo v popolnoma anorganskih sistemih, organokovinski kemiji, kemiji glavnih skupin elementov in bioanorganski kemiji.
Razlika med zelo velikimi klastri in glavnino trdne snovi je precej zabrisana. S tem mejnim področjem se ukvarja nanoznanost oziroma nanotehnologija, ki je nastala predvsem iz študija kvantnih vplivov klastrov kadmijevih selenidov. Velike klastre bi torej lahko opisali kot skupek med seboj povezanih atomov, ki so po lastnostih nekje med molekulo in trdno snovjo.
- Primeri: Fe3(CO)12, B10H14, [Mo6Cl14]2−, 4Fe-4S

### Bioanorganske spojine
Bioanorganske spojine so, po definiciji, naravne spojine, vendar so v nekatere podrazrede spojin vključeni tudi nekateri onesnaževalci okolja, na primer metilživo srebro [CH3Hg]+X-, in zdravila, na primer Cisplatin. Področje bioanorganskih spojin je zelo raznoliko, od fosfatov v DNA do kovinskih kompleksov z ligandi od makromolekul, običajno peptidov, do slabo definiranih huminskih kislin in vode v gadolinijevih kompleksih, ki se uporabljajo pri slikanju z magnetno resonanco (MRI). Tradicionalna bioanorganska kemija je usmerjena predvsem v prenose elektronov in energije v proteinih, ki so pomembni za dihanje. Medicinska anorganska kemija preučuje tudi neesencialne in esencialne elemente in njihovo uporabo v diagnostiki in terapiji.
- Primeri: hemoglobin, metilživo srebro, karboksipeptidaza.

### Trdne snovi
Kemija trdnega stanja preučuje predvsem zgradbo, kemijske vezi in fizikalne lastnosti materialov. Z različnimi tehnikami, na primer s kristalografijo, poskuša razumeti lastnosti, ki so posledica medsebojnih delovanj podenot trdne snovi. V kemijo trdnega stanja spadajo tudi kovine in njihove zlitine. Sorodna področja so fizika kondenzirane snovi, mineralogija in znanost o materialih.
- Primeri: silicijeve rezine, zeoliti, YBa2Cu3O7.

## Teoretična anorganska kemija
Povsem drugačen pogled na področje anorganske kemije se je odprl z Bohrovim modelom atoma, ki je omogočil uporabo orodij in modelov teoretične in računalniške kemije. Modeli so se nato razširili na kemijske vezi v enostavnih in nato še na vezi v bolj kompleksnih molekulah.
Natančen kvantno mehanski opis anorganskih spojin z velikim številom elektronov je težak, zato so se razvili mnogi enostavnejši pol-kvalitativni in pol-empirični pristopi, na primer teorija molekularnih orbital in teorija ligandovega polja. Vzporedno s temi teorijami se je razvilo tudi nekaj aproksimativnih metod, na primer teorija funkcionala gostote.
Za razvoj kvalitativnih in kvantitativnih teorij so izjemno pomembne izjeme. Ena od njih je bakrov acetat CuII2(OAc)4(H2O)2,  ki je pri temperaturah pod sobno temperaturo skoraj diamagneten, čeprav bi moral po teoriji kristalnega polja imeti dva neparna elektrona. Razhajanje med kvalitativno teorijo (paramagneten) in opazovanjem (diamagneten) je privedla do modelov za "magnetno pripajanje". Ti izboljšani modeli so pripeljali do razvoja novih magnetnih materialov in novih tehnologij.

### Kvalitativne teorije
Kvalitativne teorije so anorganski kemiji prinesle zelo veliko koristi. Te teorije so enostavnejše za učenje in ne zahtevajo veliko podpore kvantne teorije. Za spojine glavnih skupin periodnega sistema elementov je zelo uporabna teorija o (elektrostatskem) odboju elektronskega para valenčne orbitale (VSEPR) , s katero se lahko predvidi, ali vsaj racionalizira, obliko molekul. S to teorijo se lahko razloži piramidalno obliko molekule NH3,  in obliko črke T molekule ClF3. Za prehodne kovine je zelo uporabna teorija kristalnega polja, ki omogoča razumevanje magnetizma mnogih enostavnih kompleksov, na primer zakaj ima fericianidni ion [FeIII(CN)6]3− samo en neparen elektron, medtem ko jih ima [FeIII(H2O)6]3+  kar pet.
Posebno učinkovit kvalitatini pristop za ocenjevanje zgradbe in reaktivnosti je razvrščanje molekul po  številu elektronov. Štetje se osredotoča predvsem na valenčne elektrone (običajno) centralnega atoma v molekuli.

### Teorija molekularne simetrije skupine
Pomembno orodje anorganske kemije je teorija molekularne simetrije skupine.  Matematično podporo za opis oblik molekul glede na njihovo točko simetrije daje matematična teorija grup, ki omogoča tudi razstavljanje in poenostavljanje teoretičnih izračunov.
Simetričnost zgradbe se, med drugim, ugotavlja z analiziranjem vibracijskih in elektronskih spektrov skupine. Poznavanje simetričnih lastnosti osnovnih in vzbujenih stanj omogoča napovedovanje števila in intenzivnost absorbcije v elektronskih in vibracijskih spektrih. Klasična uporabnost teorije je možnost predvidevanja števila vibracij vezi C-O v substituiranih kovinsko karbonilnih kompleksih.

### Reakcijske poti
Teorije kemijskih reakcij so večji izziv kot teorije statičnih molekul. Pomembno povezavo med kemijskimi vezmi, reakcijskim mehanizmom in reaktivnostjo je dala Marcusova teorija kemijske reakcije. Iz teoretično izračunanih relativnih jakosti vezi kovina-ligand se lahko napove možne kinetično dostopne reakcijske poti.

## Termodinamika v anorganski kemiji
Kvantitativni pristop k anorganski kemiji je usmerjen predvsem v energije kemijske reakcije. Pristop je zelo tradicionalen in empiričen, vendar zelo uporaben. Obsežen del termodinamike zajema tudi redoks potencial, kislost in fazne spremembe. Klasičen koncept v anorganski termodinamiki je Born-Haberjev ciklus, ki se uporablja predvsem za ugotavljanje energij elementarnih procesov, na primer elektronske afinitete, katerih se ne da izmeriti direktno.

## Mehanistična anorganska kemija
Pomembno in vedno bolj priljubljeno področje anorganske kemije so reakcijske poti, ker so reakcijski mehanizmi različnih razredov spojin zanje značilni in zelo različni.

### Glavne skupine elementov in lantanoidi
Mehanizmi rakcij glavnih skupin elementov zajemajo predvsem elemente iz 13. do 18. skupine. Elementi, težji od C, N, O in F pogosto tvorijo spojine z več kot osmimi elektroni, ki jih predvideva pravilo okteta. V takih primerih govorimo o hipervalentnih molekulah. Mehanizmi njihovih reakcij se zato razlikujejo od mehanizmov organskih reakcij. Elementi, ki so lažji od ogljika - B, Be in Li ter Al in Mg pogosto tvorijo elektronsko deficitarne strukture, ki so elektronsko sorodne karbokationom. Takšne elektronsko deficitarne vrste reagirajo po asociativnih poteh. Kemija lantanoidov je v mnogih pogledih podobna kemiji aluminija.

### Kompleksi prehodnih kovin
Reakcijski mehanizmi prehodnih kovin se obravnavajo ločeno od mehanizmov glavnih skupin, ker imajo d-orbitale močan vpliv na reakcijske poti in hitrost substitucije in disociacije ligandov.
Krovni pojav mehanistične kemije prehodnih kovin je kinetična labilnost kompleksov, ki jo lepo ilustrira izmenjava proste in vezane vode v prototipskih kompleksih [M(H2O)6]n+:
[M(H2O)6]n+ + 6H2O* → [M(H2O*)6]n+ + 6H2O
H2O* je izotopsko obogatena voda, na primer H217O.
Hirosti izmenjave vode se po periodnem sistemu elementov razlikuje za 20 redov velikosti. Največja je v kompleksih lantanoidov, najmanjša pa v Ir(III) spojinah.

#### Redoks reakcije
Redoks reakcije so pri prehodnih elementih zelo pogoste. Delijo se v dva glavna razreda: reakcije s prenosom atoma, kakršna je oksidativna adicija/reduktivna eliminacija, in reakcije s prenosom elektrona. Osnovna redoks reakcija je samozamenjava, ki vključuje degenerirano reakcijo med oksidantom in reducentom. Takšna je, na primer, reakcija permanganata in za en elektron reduciranega manganata, ki si izmenjata en elektron:
[MnO4]− + [Mn*O4]2− → [MnO4]2− + [Mn*O4]−

#### Reakcije na ligandih
Koordinirani ligandi se po reaktivnosti razlikujejo od prostih ligandov. Značilen primer takšne razlike je kislost amonijevih ligandov v 
[Co(NH3)6]3+ , ki je višja od kislosti samega NH3. Drug primer so alkeni, vezani na kovinske katione, ki so reaktivni do nukleofilov, medtem ko alkeni kot taki praviloma niso.
Veliko in industrijsko pomembno področje katalizatorjev sloni ravno na sposobnosti kovin, da spremenijo reaktivnost organskih ligandov. Homogena kataliza se dogaja v raztopinah, heterogena kataliza pa na mejnih površinah med plinasto ali tekočo in trdno snovjo. Homogeno katalizo se običajno obravnava kot del organokovinske kemije, heterogeno katalizo pa v okviru površinske kemije, ki je del kemije trdnega stanja. Osnovni principi anorganske kemije so seveda enaki. Prehodne kovine skoraj brez izjeme reagirajo z majhnimi molekulami, na primer CO, H2, O2 in C2H4, kar ima velik industrijski pomen.

## Ugotavljanje lastnosti anorganskih spojin
Veliko število zelo različnih elementov ima za posledico veliko število zelo zazličnih spojin, zato je za ugotavljanje njihovih lastnosti potrebno veliko število analiznih metod.
Starejše metode so preučevale predvsem lastnosti mase snovi, na primer električno prevodnost raztopin, tališča, topnost in kislost. S prihodom kvantne teorije in razvojem ustreznih elektronskih aparatov so se pojavila tudi nova orodja za preučevanje elektronskih lastnosti anorganskih molekul in trdnih snovi. Takšna orodja omogočajo vpogled v notranjost snovi in preverjanje ustreznosti teoretičnih modelov. Meritve elektronskega spektra metana, na primer, so pokazale, da kemijska vez z dvema elektronoma med atomoma ogljika in vodika, ki jo predpostavlja teorija valenčne vezi, za enostaven opis ionizacijskih procesov ni primerna. Takšna spoznanja so pripeljala do teorije molekularnih orbital, ker so za enostaven opis vzbujanja in odcepljanja elektronov popolnoma delokalizirane orbitale mnogo bolj primerne.
V anorganski kemiji so najpogostejše naslednje tehnike:
- Rentgenska kristalografija, ki omogoča določanje trodimenzionalne zgradbe molekul.
- Razne oblike spektroskopij:
  - UV-vidna spektroskopija je bila v zgodovini pomembno orodje, ker je mnogo anorganskih spojin intenzivno obarvanih.
  - Jedrska magnetno resonančna (JMR) spektroskopija; poleg 1H in 13C so "dobra" JMR jedra tudi 11B, 19F, 31P in 195Pt, ki dajejo pomembne informacije o zgradbi in lastnostih snovi. JMR spektri lahko dajo uporabne podatke tudi o zgradbi paramagnetnih spojin. JMR je pomembna tudi zato, ker je lahka vodikova jedra z rentgensko kristalografijo težko odkriti.
  - Infrardeča spektroskopija se uporablja predvsem za preučevanje karbonilnih ligandov.
  - ENDOR spektroskopija.
  - Mössbauerjeva spektroskopija.
  - Elektronska spinska resonanca (ESR) omogoča meritve okolice centrov paramagnetnih kovin.
- Elektrokemija: ciklična voltametrija in sorodne tehnike omogočajo ugotavljanje oksidacijsko-redukcijskih lastnosti spojin.

## Sintezna anorganska kemija
Nekaj čistih anorganskih spojin se pridobiva iz narave, večino pa se sintetizira v laboratoriju ali v kemičnih tovarnah.